# Zikula
Zikula — система управления контентом, распространяемая под лицензией GNU GPL. На её базе можно   создавать, управлять и поддерживать динамические сайты. Позволяет вебмастерам и администраторам сайта, не зная языков программирования, работать в специальной среде и быстро размещать контент, включая статьи, ссылки, новости, форумы и т.п.
До июня 2008 года проект носил название Postnuke.. Postnuke в свою очередь является одним из ответвлений проекта PHP-Nuke.